# Tân Đồng (phường)
Tân Đồng là một phường thuộc thành phố Đồng Xoài, tỉnh Bình Phước, Việt Nam.
Phường Tân Đồng có diện tích 7,45 km², dân số năm 1999 là 4.973 người, mật độ dân số đạt 668 người/km².

## Hành chính
Phường Tân Đồng được chia thành 5 khu phố: Bình Phước, Bình Thuận, Bình Đức, Đức Trung, Bình Hòa